# Gastronomía de Rumania

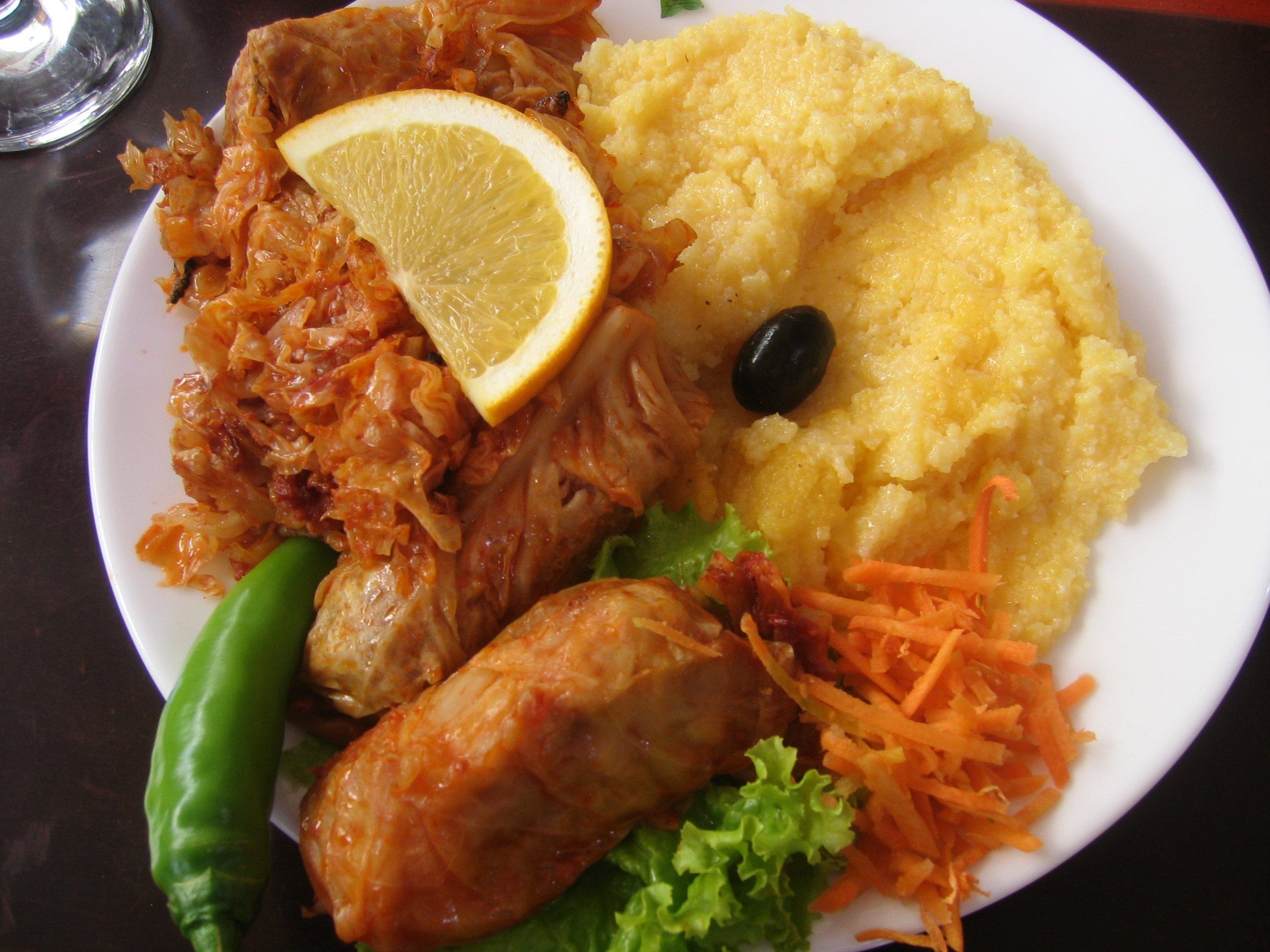
Un plato de sarmalute cu mămăliga, un plato popular Rumano.

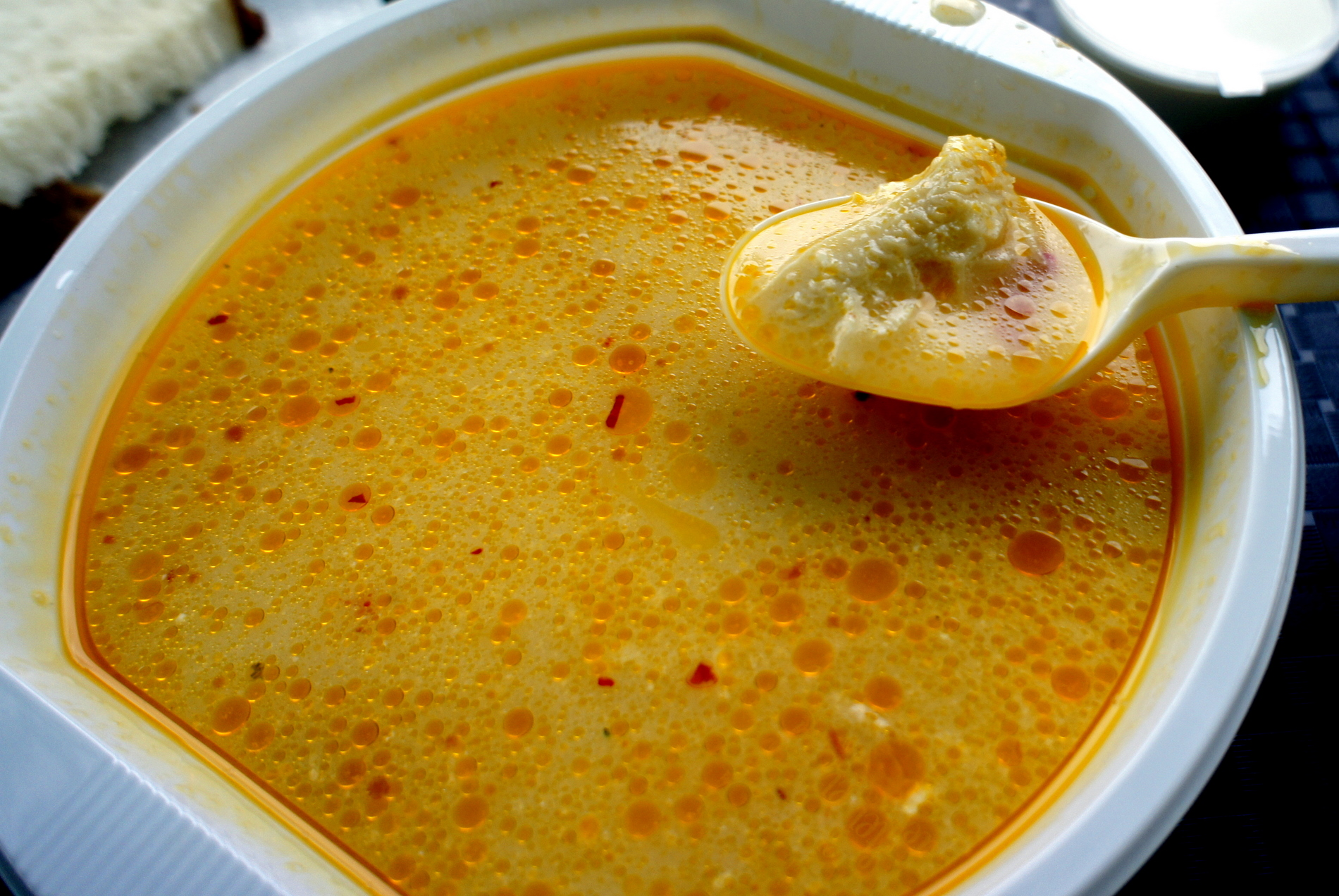
ciorbă de burtă (sopa de tripas)

La gastronomía rumana es muy variada en sus platos así como en tradiciones, no obstante tiene influencias de la cocina balcánica así como de la de otros países vecinos tales como la cocina alemana[cita requerida], cocina serbia y la cocina húngara. La cocina rumana es, una de las más variadas y eclécticas de la Europa del Este. Las razones de tal variedad se encuentran en la historia del país. La cocina rumana se define como pastoril con toques mediterráneos (de la cocina turca) y eslavos (de la cocina húngara y de la zona de los Balcanes). Con influencias mediterráneas como el caso de la italiana donde la mămăligă se asemeja a la polenta. La mamaliga acompaña numerosos platos rumanos, generalmente de carne (ingrediente muy habitual en la cocina rumana). 
Hacer un estudio exhaustivo de la cocina rumana resulta laborioso, debido en parte a que los nombres genéricos dados a ciertos ingredientes y elaboraciones hace que sea difícil la categorización culinaria. Por ejemplo, la categoría ciorba incluye alimentos que a veces se categorizan como iskembe, sopas ácidas, borsh o simplemente sopa. La categoría tuica es un nombre genérico, mientras en otras cocinas con otro sabor tiene un nombre diferente, y a veces los platos dentro de una misma categoría poseen diferentes nombres. Esto ocurre debido a la poca investigación realizada en este campo. 

## Historia

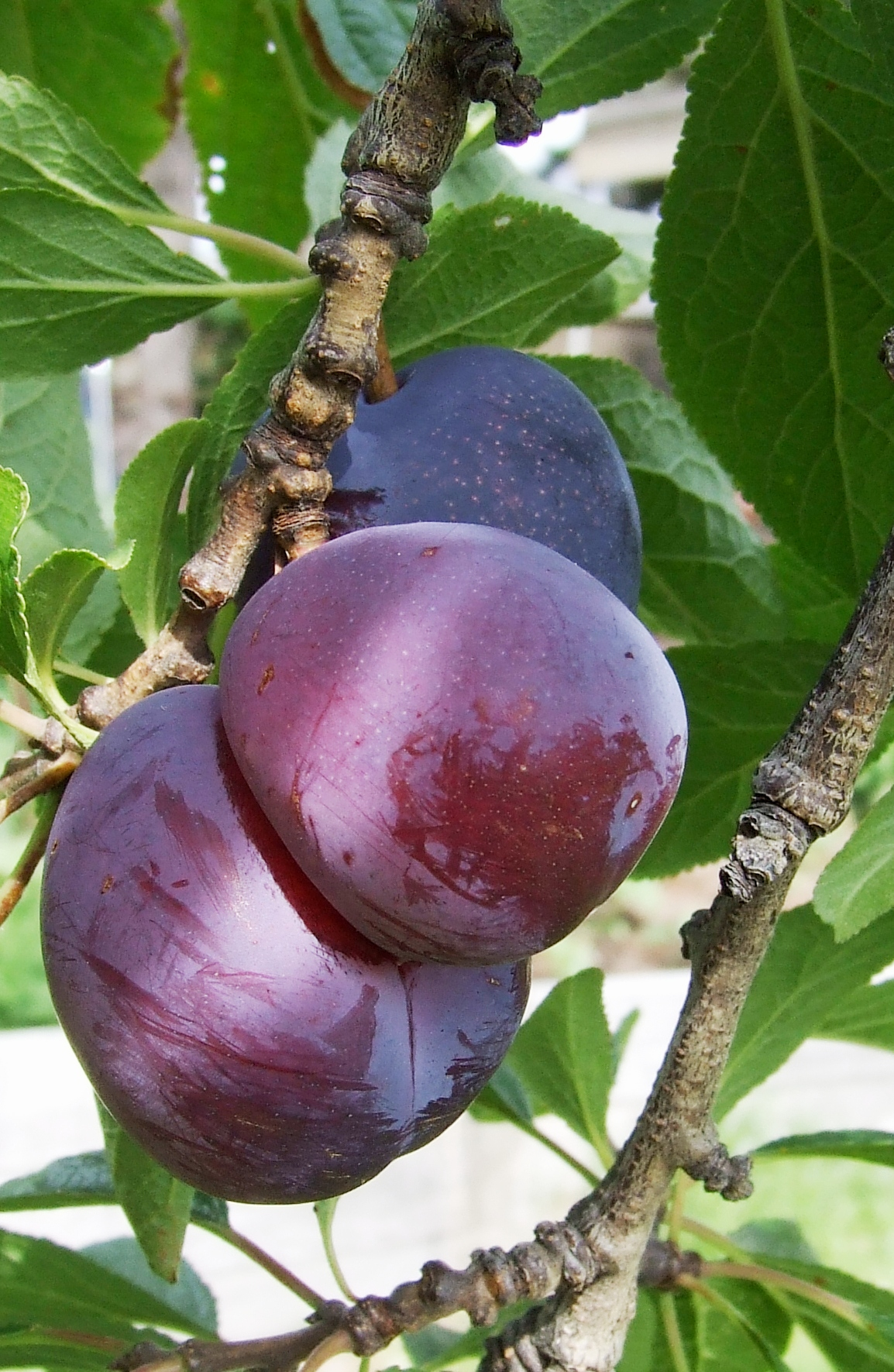
Las ciruelas son uno de los símbolos de la cocina rumana.

Los autores que han recopilado recetas históricas de la cocina rumana son: Costache Negruzzi y Mihail Kogălniceanu que con su labor de compilación escribieron un libro titulado ″200 reţete cercate de bucate, prăjituri şi alte treburi gospodăreşti″ (doscientos intentos de recetas, empanadas y otras cosas caseras) impreso en 1841. También Negruzzi escribe en "Alexandru Lăpuşneanu": "En la Moldavia contemporánea, la comida elaborada no tiene decoraciones elegantes. Las grandes fiestas pueden incluir diversos platos. Como el polaco borş, los platos de la cocina griega suelen ir a continuación, las hierbas cocidas flotando en mantequilla, y al final de todo el pilaf turco, y cerrando todos estos manjares los filetes cosmopolitanos".
El vino forma parte de la cultura culinaria de Rumanía. Cuenta la leyenda popular que el rey dacio Berebistas recomendaba beber vino a su gente. Con el objeto de lograr valor y poder vencer a sus enemigos.

## Ingredientes típicos
Algunos ingredientes proporcionan a la cocina rumana un sabor y personalidad característicos. En el terreno de las frutas las ciruelas (Prunus domestica) identifican al país. Una de sus bebidas nacionales, el Ţuică (se denomina así al licor de ciruelas), es considerada una bebida muy popular. En el terreno de las carnes es muy habitual el consumo de carne de cerdo en diferentes preparaciones culinarias, al igual que cordero y aves como pato, ganso y pavo. Muy importantes también son las hierbas aromáticas, como el perejil, el eneldo, el tomillo y muchas otras que dan un toque especial a los platos de la gastronomía rumana.

### Verduras y Fruta
Una de las frutas más típicas es la ciruela (del que Rumanía es un gran productor Europeo), de la misma forma que las uvas tanto (en formato de uva de mesa, como para la elaboración de vino). En el terreno de las verduras y hortalizas se encuentra la lombarda. Se emplea en muchas preparaciones. Uno de los platos más comunes es la mămăliga, una especie de gachas de maíz (muy similar a la polenta), antaño considerado un alimento de gente muy humilde, que en el pasado era un substituto para el pan (un refrán popular menciona: N-are nici o mămăligă pe masă, es decir: Ni siquiera tenía un mămăliga en la mesa), pero en la actualidad es más apreciado. Se sirve frecuentemente con acompañando las preparaciones cárnicas. 
Algunas preparaciones como la musaca (moussaka) llevan verduras como las patatas o repollo (menos común, berenjena). Los sarmales (elaborados con hojas de repollo rellenas) son muy populares y suelen contener carne, arroz y sofrito de cebolla y tomate. Existe igualmente una tradición culinaria por los encurtidos de ciertas verduras como es el murături entendido como un claro ejemplo rumano.

### Carne y Pescado

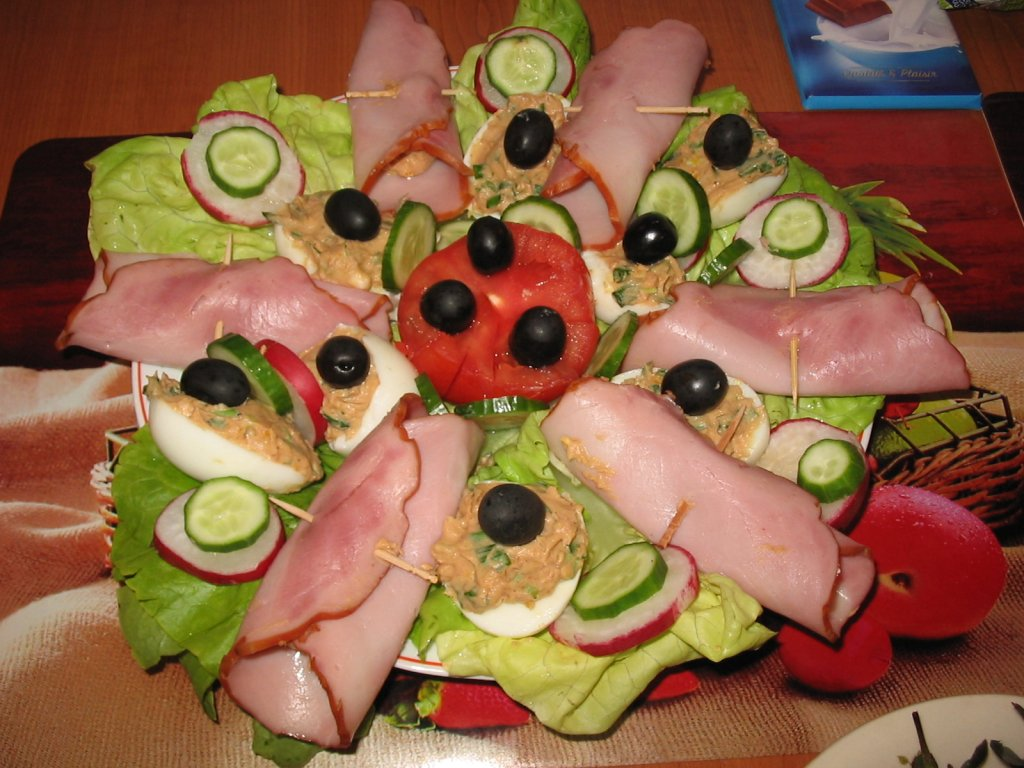
Ensalada de fiambres rumana.

La carne de cerdo ha sido la carne más apreciada en la cocina rumana (Peştele cel mai bun, tot porcul rămâne - El mejor pescado es siempre el cerdo), aunque la carne de vaca es también consumida, como también son habituales los platos de carne de cordero. Las recetas se preparan según criterios dependientes de la estación del año o de los eventos sociales. Uno de los pastrama que es un fiambre de origen otomano, forman parte de ensaladas de fiambres. La carne picada de diversos tipos son muy populares y participan en numerosas preparaciones rumanas. 
En la cocina navideña se suelen servir platos que contienen carne de cerdo, como pueden ser: cârnaţi (o cărnaţi) - un tipo de salchichas largas, el caltaboşi (o cartaboşi) – salachichas elaboradas con el hígado y los intestinos, el piftie – elaborado con las patas y la cabeza del cerdo, suele presentarse en forma de aspic, y también el tocătură (un tipo de estofado) servido junto con mămăligă y vino (de esta forma el cerdo puede nadar) y desde luego el tradicional cozonac (pan dulce con nueces o lokum - rahat en rumano). En la Semana Santa el cordero es uno de los platos principales, se suele hacer asado y drob - una mezcla cocinada de órganos, carne y vegetales frescos, principalmente cebollas verdes , servido con pască (pastel elaborado con queso cottage) como edulcorante.
En el terreno de los pescados el plato más común es el pescado frito rebozado, el pescado al horno encima de una cama de cebolla (plachie), y el pescado asado servido con una salsa que tiene la base el ajo (mujdei). 

### Lácteos

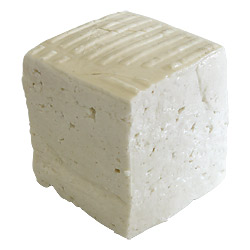
Un telemea, similar al feta.

Dentro de los lácteos se tiene el queso, denominado genéricamente como Brânză (de etimología dacia), es uno de los ingredientes de la cocina rumana. La mayoría de los quesos están elaborados de leche de oveja, la leche de cabra y leche de vaca.
Algunos ejemplos de quesos rumanos más populares son el brânză de burduf de fuerte sabor y textura suave es elaborado con leche de oveja y que se cuaja tradicionalmente en el estómago curtido de oveja, de la misma forma el Brânză de coşuleţ elaborado con leche de oveja y que tiene aromas de la resina de pino, el brânză de vaci o queso elaborado con leche de vaca, la brânză topită es un queso procesado, el caş un queso semi-suave fresco sin sal y en ocasiones servido en su propio suero, la caşcaval de leche de vaca curado, la telemea que es muy similar al feta y la urda, similar al requesón.

## Preparaciones culinarias

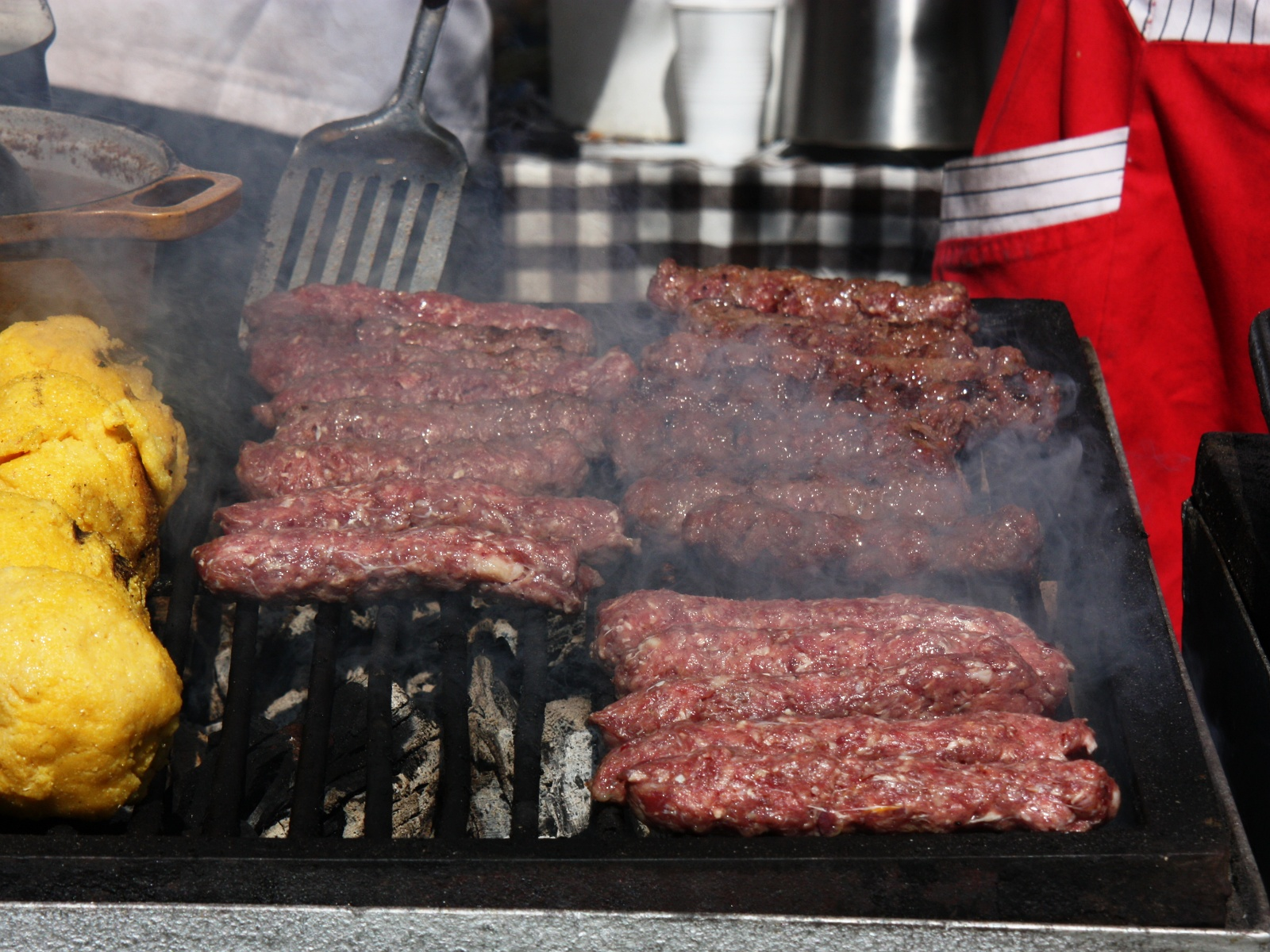
Una barbacoa de Mici con su mamaliga de acompañamiento.

Un plato muy representativo de la cocina rumana son los 'mici', preparado de mezcla de carne picada de cerdo y oveja o ternera, asados a las brasas y servidos con mostaza.
Las preparaciones culinarias de la cocina rumana se centran en la elaboración de platos fríos como el caso de las ensaladas de fiambre(llamadas 'aperitivos'), en las sopas (Ciorbă) de variadas texturas e ingredientes. Es habitual el uso de manteca de cerdo como medio graso en muchas de las preparaciones. 

### Ciorbă
Las sopas (Ciorbă) forman parte de la cocina más tradicional rumana. Se elaboran con todo tipo de ingredientes, como la ciorbă de burtă (sopa de callos), o la ciorbă de perişoare (sopa de albóndigas, muy similar a la Königsberger Klopse), similar a algunas Kloß de la cocina alemana, sopa de pollo, sopa de verduras, sopa de galuste (elaborada con caldo de pollo y unas pelotas de sémola). Suelen ser consideradas preparaciones habituales de los fríos meses de invierno.

### Estofados
Suele haber de diferentes tipos, como los de verduras como el iahnie (estofado de judías), el fasole verde / Fasole cu cârnaţi. Los estofados de carne son muy populares, entre ellos se encuentra el ciulama una salsa bechamel, con pollo y setas, o el papricaş que se sirve en el fondo de un pan horadado, haciendo de plato, tocana, quiso de carne y patatas con salsa de tomate y pimiento, similar al gulash.

### Embutidos y Carnes
Las preparaciones de carne picada son muy habituales, en algunos casos se presentan como embutidos, tales son las caltaboşi, es decir, las salchichas y los chiftele (un tipo de albóndiga cubierto de pan rallado, similar a los filetes rusos), así como los chifteluţe de ciuperci (chiftele elaborado de setas en lugar de carne). 

### Especias y ensaladas
Las ensaladas se presentan con elementos vegetales y cárnicos en forma de vegetales. Las ensaladas de pescado como la Salata de icre
- ardei copţi
- borş
- murături
- mujdei
- salată de boeuf
- salată de vinete
- salată de cartofi
- salată de macaroane
- salată de ţelină
- sfeclă murată
- salată de sfeclă
- salată de roşii

## Lista de platos
- ardei umpluţi
- dovlecei umpluţi
- drob
- frigărui
- piftie
- plăcinte
- pârjoale
- ostropel
- limbă cu măsline
- mâncare de mazăre

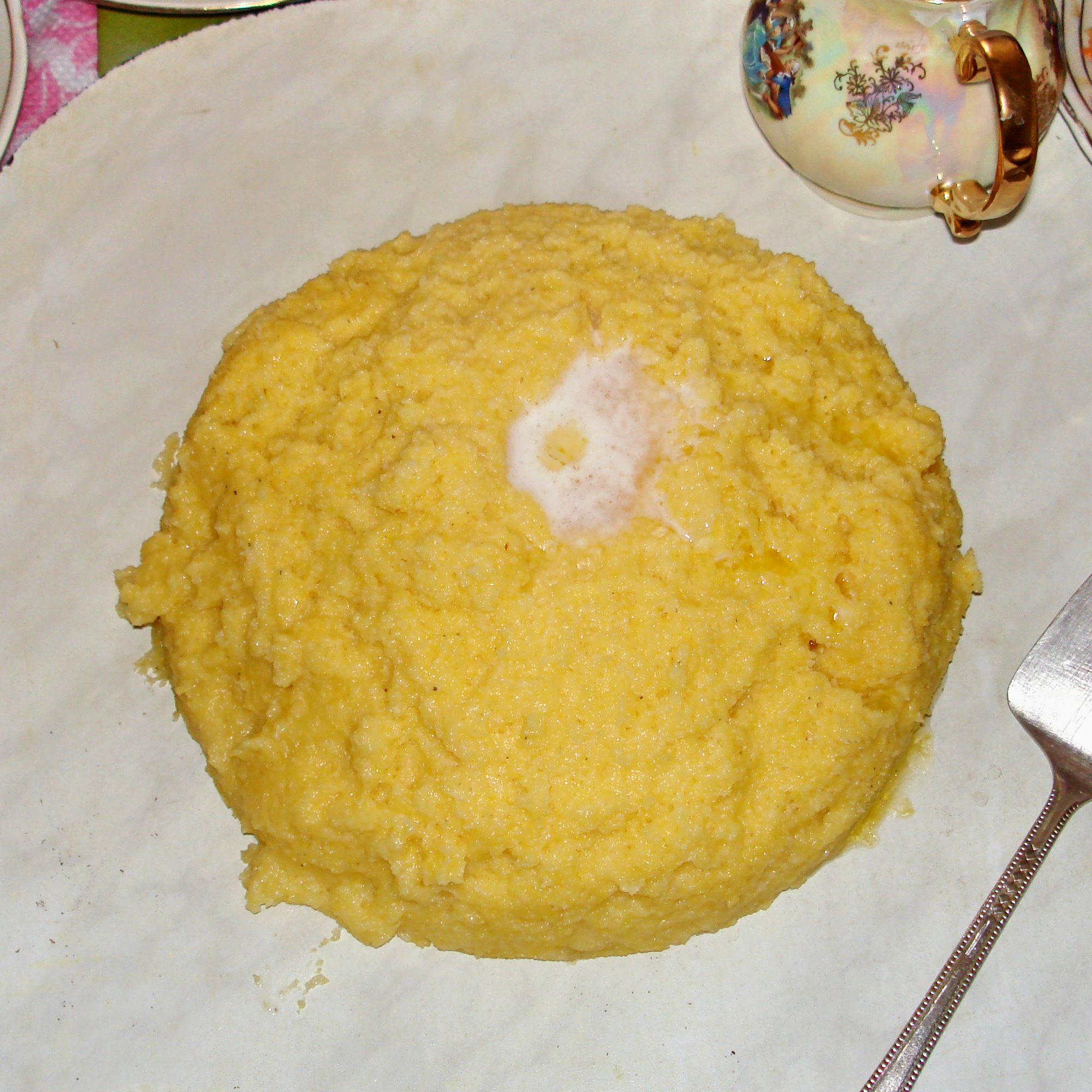
Mămăligă.

- mititei (un tipo de albóndiga de forma cilíndrica)
- peşte marinat (marinated fish)
- plachie
- rasol (con ajo o rábano)
- saramură
- sarmale
- soté de morcovi (sotè de zanahoria)
- şniţel
- stufat de miel
- supă de găluşte
- tocană, dim. tocaniţă (estofado)
- tochitură moldovenească (esfofado moldavo)
- varză călită (col cocida con cerdo: costillas, pato, etc.)
- zacuscă

## Postres y dulces

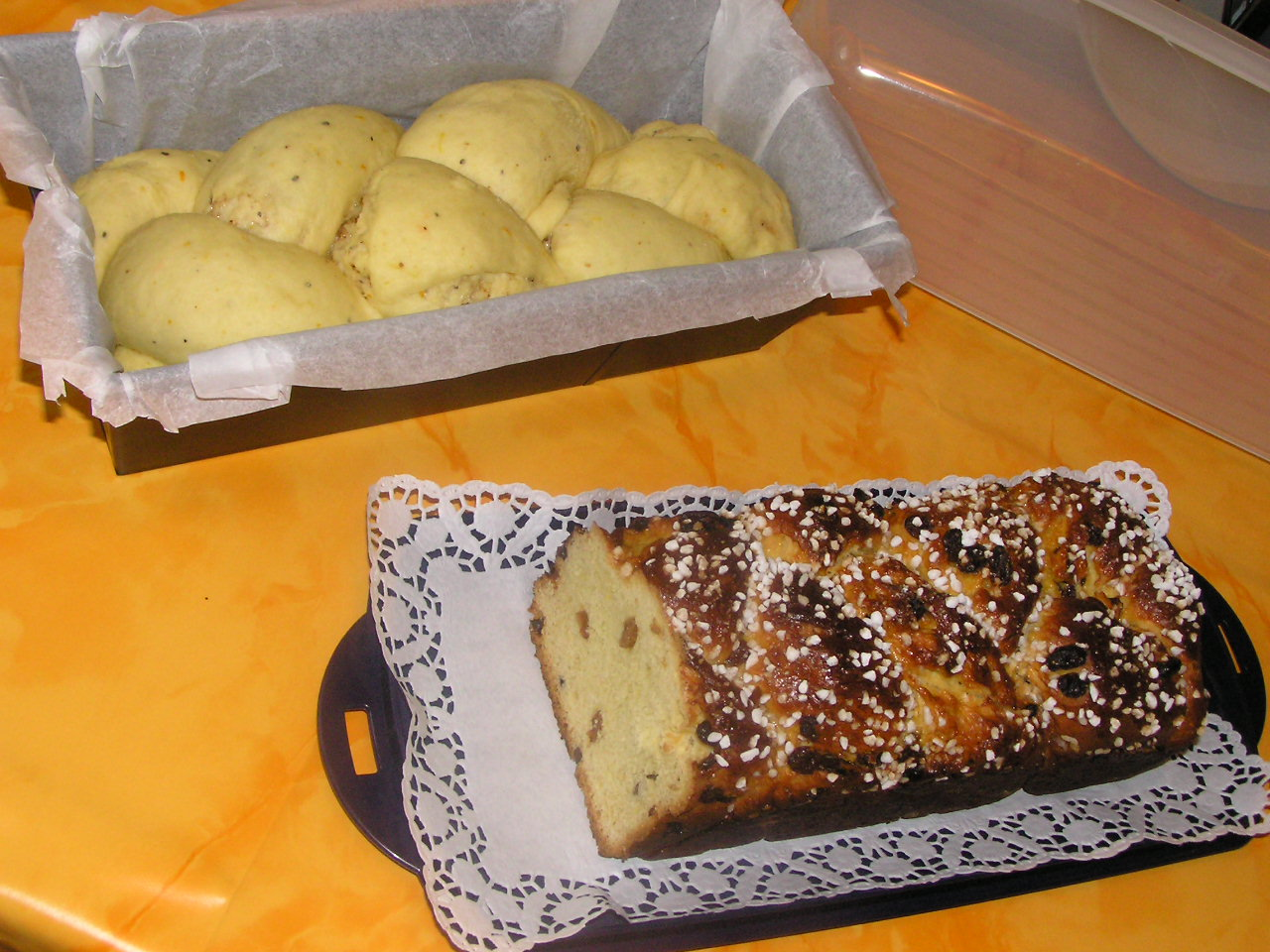
El cozonac es uno de los pasteles navideños más populares fuera de las fronteras.

En muchas ocasiones los dulces expresan instantes festivos. Siendo uno de los más populares fuera de sus fronteras el Cozonac (un pastel dulce), y dentro de su familia el pandişpan sponge cake, plăcintă (tarta con manzana, queso o calabazas) y la turtă dulce (una especia de pan de jengibre), así como los gogoşi (dónuts) . De origen otomano el baclava (un dulce muy popular), así como los halva (khalva) y el rahat (denominada también delicia turca). 
De influencia claramente externa, se tienen los clătite (que son crêpes de contenido dulce o salado), el orez cu lapte (o pudding de arroz que se entiende también genéricamente como arroz con leche). El lapte de pasăre ("leche de pájaros")que son merenques cocidos en leche endulcida. Sin ser dulces y con claras influencias austrohúngaras el covrigi (pretzels). 
El colivă que es trigo hervido, mezclado con azúcar y nueces (Juglans regia) y que a menudo es decorado con caramelos y azúcar glas; se suele servir en las celebraciones de funerales). De la misma forma pero elaborado con semolina se encuentra el griş cu lapte que son sopas edulcoradas con pasas y miel.

## Cultura popular
Existen una gran cantidad de proverbios y dichos sobre las costumbres culinarias rumanas. Desde una visión puramente inocente se suele agradecer el alimento diciendo: 
Sărut-mâna pentru masă,
c-a fost bună şi gustoasă,
şi bucătăreasa frumoasă
Gracias por el almuerzo
ha sido bueno y sabroso
y la cocinera era muy bonita.
o más filosófico: 
Mulţumescu-ţi ţie Doamne
c-am mâncat şi iar mi-e foame
Gracias mi Señor
por haber comido y por seguir teniendo hambre
Existen otros dichos como Dragostea trece prin stomac (El amor pasa a través del estómago); o más simple Pofta vine mâncănd (el apetito viene mientras se come); o el sarcástico Porcul mănâncă orice, dar se-ngraşă pentru alţii (El cerdo come de todo, y engorda para los demás), o "nu-i floare ca varza nici pasare ca porcul" ("no hay flor como la col ni ave como el cerdo").
Las recetas de la cocina rumana poseen influencias similares a las del resto de la cultura de Rumania, desde la época romana todavía existe un pastel denominado plăcintă palabra rumana que hace referencia a la latina placenta, los turcos trajeron las albóndigas (perişoare en las sopas) y otros preparados en los que se emplea la carne picada, de los griegos proviene la musaca, de los búlgaros proviene una gran variedad de platos, de verduras como el zacuscă, de los austriacos existe el şniţel, filete empanado, y la lista no termina ahí.

## Bebidas

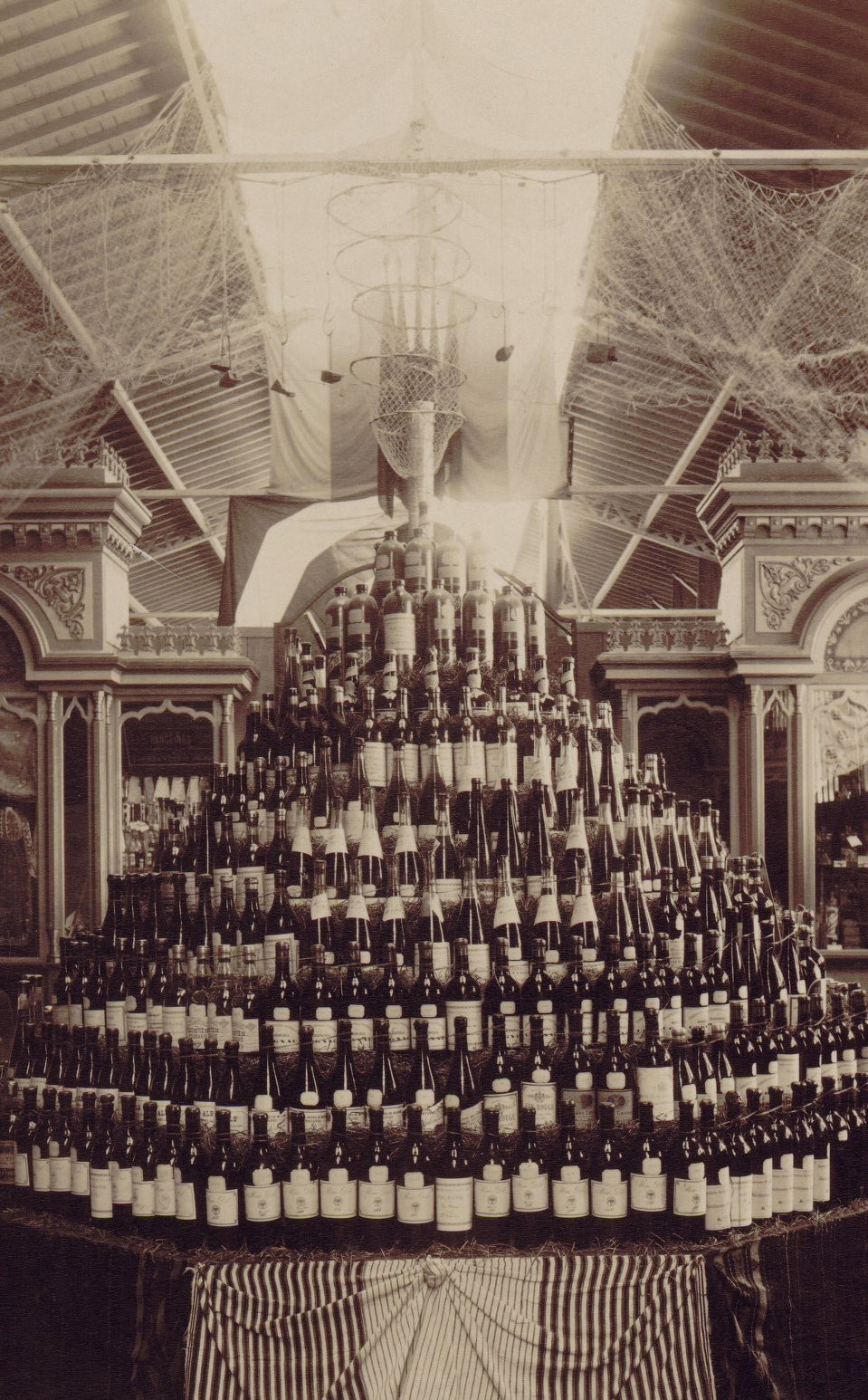
Rumanía posee una larga tradición en la elaboración de vino

### Vinos de Rumanía
Rumania tiene una gran tradición vinícola amparada por los excelentes caldos que produce, algunos de los cuales han sido galardonados con numerosos premios en certámenes internacionales.
Los viñedos de Cotnari, al norte de Moldavia, figuran entre los más famosos del país con plantaciones formadas por antiguas especies autóctonas que dan marcas como Tamáioasa, Fráncusa, Feteasca Alba. En lasi se encuentran los viñedos de Copou y Bucium que dan excelentes vinos como el Aligóte. Cerca del río Prut está el viñedo de Husi con marcas como Busuioaca de Bohotin y Zghihara. En Valea Calugareasca y en Uriati se elaboran algunos de los mejores vinos, como Cabernet Sauvignon, Merlot o Feteasca Neagra (tintos), y Feteasca Alba o Riesling (blancos). Los vinos de la región de Oltenia son también de primera con variedades indígenas como Crámposia, Gordanul y Braghina, o extranjeras, como Sauvignon, Merlot, Cabernet Sauvignon, Pinot noir y Muscat Ottonel. En la región de Dobrudja, cerca del Danubio, se extienden los viñedos de OItina, Medgidia, Niculitel y Mutfarlar que ofrecen variedades muy famosas en el ámbito internacional. Mutfarlar, por ejemplo, es una de las marcas más conocidas de vinos, al igual que su coñac.

### Licores y Espirituosos
Entre los licores rumanos hay que destacar la típica tuica, aguardiente de ciruela con una graduación muy elevada; la palinka muy característica del norte de Transilvania, obtenida por destilación, separada o mezcla, de ciruelas, albaricoques y peras. La palinca casera es más suave que la tuica, pero también puede llegar a tener más graduación; o el rachiu, aguardiente de orujo.

### Cerveza
La cerveza es una de las bebidas más consumidas. Existen varias marcas rumanas y también de importación, aunque las primeras suelen ser más baratas. Cuentan las leyendas que los dacios ya elaboraban su propia cerveza. 

### No alcohólicas
En Rumania se embotellan numerosas marcas de agua mineral con gas. Puede decirse que cada balneario tiene su propia marca de agua. Entre las más conocidas están: Perla, Harghitei, Borsec, Buzias y Zizin. Cuando se pide una botella de agua mineral en un bar o restaurante, siempre se sirve con gas. Quienes deseen agua sin gas deberán pedirlo expresamente,'apa plata'.
En los restaurantes también suelen tener limonada casera. 
El café es otra de las bebidas de gran consumo. Debido a la fuerte influencia otomana el café más típico es el turco o de puchero, muy fuerte y con los posos en el fondo de la taza debido a su forma de cocción. El café expreso o americano se sirve en algunos de los mejores hoteles y restaurantes.
Aunque Rumanía cuenta con una elevada cabaña vacuna y ovina, resulta extraño la escasez de leche en los establecimientos. Probablemente se debe a que los rumanos beben leche solamente para desayunar y son más aficionados al café solo durante el resto del día. Es muy común en los restaurantes servir café con un pequeño recipiente de leche condensada.

### Otras bebidas
- socată: bebida no alcohólica fabricada a partir del té de las flores del árbol con ese nombre (La palabra no tiene un significado literal.La palabra hace referencia a la flor que se usa para elaborar esta bebida:soc).
- bere: cerveza rumana.
- palincă: alcohol tradicional de ciruela alta graduación.
- rachiu: alcohol de cereales de baja graduación.
- secărică: (caraway seed brandy).
- turţ: destilado de orujo de uva.
- ţuică: destilados de alta graduación como orujos.
- vişinată (licor fabricado a partir de una variedad típica de picotas (cerezas).
- vino.

## Biografía
- "Transilvania: Romanian Cuisine", Catalina Radu, PublishAmerica, 2005
- "Taste of Romania: Its Cookery and Glimpses of Its History, Folklore, Art ...", Nicolae Klepper, Hippocrene Books, 1997
- "Cookery Book: Romanian Recipes", Felicia Marpozan, The Romanian Cultural Foundation Pub. House, 1999
- "The Art of Romanian Cooking", Galia Sperber, Pelican Pub Co Inc, 2002